# Kurkkiosaari (Kalixrivier)
Kurkkiosaari is een onbewoond eiland in de Zweedse Kalixälven. Het eiland heeft geen oeververbinding. Het meet ongeveer 3 hectare.